# De geesten van Hill House
De geesten van Hill House (oorspronkelijke titel The Haunting of Hill House) is een romantische griezelroman uit 1959 geschreven door Shirley Jackson.

## Verhaal
Professor John Montague heeft het herenhuis Hill House gehuurd tijdens de zomerperiode om te bewijzen dat paranormale activiteit bestaat. Vandaar dat hij enkele gasten heeft uitgenodigd waar enkel Eleanor en Theodora op hebben gereageerd. Verder is ook Luke Sanderson, de jonge erfgenaam van het huis, aanwezig. Meneer en mevrouw Dudley zijn de huisbewaarders, maar zij weigeren om het huis na zonsondergang te betreden.
Al snel ervaren de vier bewoners vreemde gebeurtenissen: onverklaarbare geluiden, schaduwen van vermoedelijke personen of geesten, en woorden die op de muren worden geschreven. Ook lijkt Eleanor haar grip op de werkelijkheid te verliezen of zich deze gebeurtenissen in te beelden. Verder is er de mogelijkheid dat Eleanor telekinetische krachten heeft en zij dus de bron is. Als kind heeft ze daarnaast ervaringen gehad met klopgeesten. Bovendien is niemand rechtstreeks getuige van dergelijke activiteiten.
Na enige tijd arriveren ook de arrogante vrouw van John Montague en haar compagnon Arthur Parker, de directeur van een kostschool. De vrouw merkt op dat de boodschappen op de muur aan Eleanor gericht zijn. Uit vrees voor haar veiligheid stelt John voor dat Eleanor het huis verlaat, wat ze ook doet. Ze vertrekt met haar wagen maar knalt tegen een grote boom en er wordt geïnsinueerd dat ze de klap niet overleeft. De eerste bewoner van Hill House stierf op exact dezelfde plaats. Het is onduidelijk of Eleanor psychisch ziek was en of het ongeval al dan niet een poging tot zelfmoord was, een banaal ongeval of veroorzaakt werd door de paranormale activiteiten in Hill House. Ook is onduidelijk of Eleanor of iemand anders de boel belazerde.

## Filmografie
Het boek werd in 1963 verfilmd onder de titel The Haunting. In 1999 werd een remake gemaakt onder eenzelfde titel. Netflix maakte de serie The Haunting of Hill House, die enkele nevenpersonages en elementen uit het boek bevat, maar verder een totaal andere verhaallijn heeft.

## Nominaties
Het boek werd genomineerd voor een National Book Award 1960.